# Javier Martínez-Brocal
Javier Martínez-Brocal (Granada, 1978) es un periodista español. Fue director de la agencia televisiva Rome Reports, especializada en la cobertura informativa diaria del Papa y el Vaticano. Desde febrero de 2022 es el corresponsal del diario ABC en el Vaticano.

## Trayectoria profesional
En 1996 comenzó sus estudios en Comunicación Audiovisual en la Universidad de Navarra, donde se licenció en 2000.
Tras trabajar en Telecinco en España, internacionalizó su trayectoria profesional en Italia. Allí en 2003 comenzó como redactor en la agencia de noticias Rome Reports. En 2008 fue ascendido a editor en jefe y posteriormente, en 2010, a director de noticias.
Mientras formaba parte del equipo de Rome Reports fue corresponsal en el Vaticano para TV Azteca, Caracol Televisión y Trece TV, e hizo colaboraciones con medios de comunicación como Euskal Telebista o The Wall Street Journal. Desde febrero de 2022 es el corresponsal del diario ABC en el Vaticano, sustituyendo a Juan Vicente Boo, y colabora con las cadenas de televisión La Sexta y NBC. En diciembre de 2022 entrevistó junto a Julián Quirós al Papa Francisco.
A lo largo de su trayectoria en Italia ha seguido profesionalmente los pontificados de Juan Pablo II, Benedicto XVI y Francisco. A estos dos últimos papas los ha acompañado en decenas de viajes por todo el planeta.

## Obras
Es autor de tres libros: El Papa de la Misericordia (Planeta Testimonio, 2015), El Vaticano como nunca te lo habían contado (Planeta, 2018). y Papa Francisco. El sucesor. Mis recuerdos de Benedicto XVI (Planeta Testimonio, 2024) 